# داء باتشيكو
داء باتشيكو (بالفرنسية: Maladie de Pacheco)‏ هو مرض تسببه الفيروسات الهربسية و الذي يصيب بشكل حصري تقريبا الببغاوات. يمكن لهذا الفيروس على غرار الفيروسات الهربسية أن يظل كامناً لمدة طويلة.

## وصلات خارجية
- داء باتشيكو بالفرنسية